# Daniel Myers Van Auken

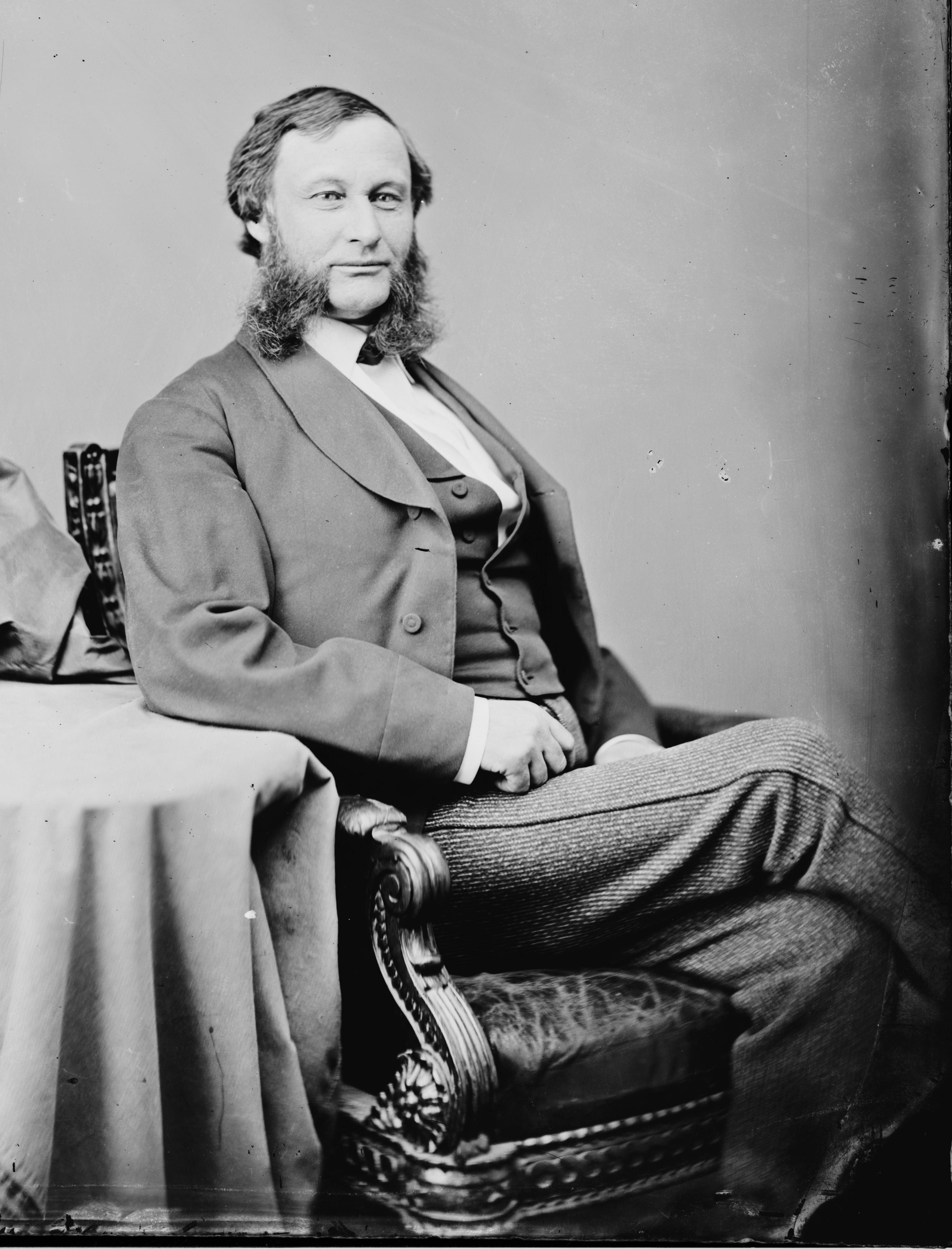
Daniel Myers Van Auken

Daniel Myers Van Auken (* 15. Januar 1826 in Montague, Sussex County, New Jersey; † 7. November 1908 in Milford, Pennsylvania) war ein US-amerikanischer Politiker. Zwischen 1867 und 1871 vertrat er den Bundesstaat Pennsylvania im US-Repräsentantenhaus.

## Werdegang
Daniel Van Auken besuchte die öffentlichen Schulen seiner Heimat und die Deckertown Academy. Im Jahr 1852 absolvierte er das Union College in Schenectady (New York). Nach einem anschließenden Jurastudium und seiner 1855 erfolgten Zulassung als Rechtsanwalt begann er in Milford in diesem Beruf zu arbeiten. Zwischen 1855 und 1859 war er Bezirksstaatsanwalt im dortigen Pike County. Politisch wurde er Mitglied der Demokratischen Partei.
Bei den Kongresswahlen des Jahres 1866 wurde Van Auken im elften Wahlbezirk von Pennsylvania in das US-Repräsentantenhaus in Washington, D.C. gewählt, wo er am 4. März 1867 die Nachfolge des zwischenzeitlich verstorbenen Philip Johnson antrat. Nach einer Wiederwahl konnte er bis zum 3. März 1871 zwei Legislaturperioden im Kongress absolvieren. Bis 1869 war die Arbeit des Kongresses von den Spannungen zwischen den Republikanern und Präsident Andrew Johnson belastet, die in einem nur knapp gescheiterten Amtsenthebungsverfahren gipfelten.
Im Jahr 1870 verzichtete Van Auken auf eine weitere Kongresskandidatur. Nach seiner Zeit im US-Repräsentantenhaus praktizierte er wieder als Aanwalt in Milford. Von 1893 bis 1896 sowie nochmals zwischen 1899 und 1903 war er erneut Bezirksstaatsanwalt im Pike County. Er starb am 7. November 1908 in Milford.